# Dragutin Dimitrijević

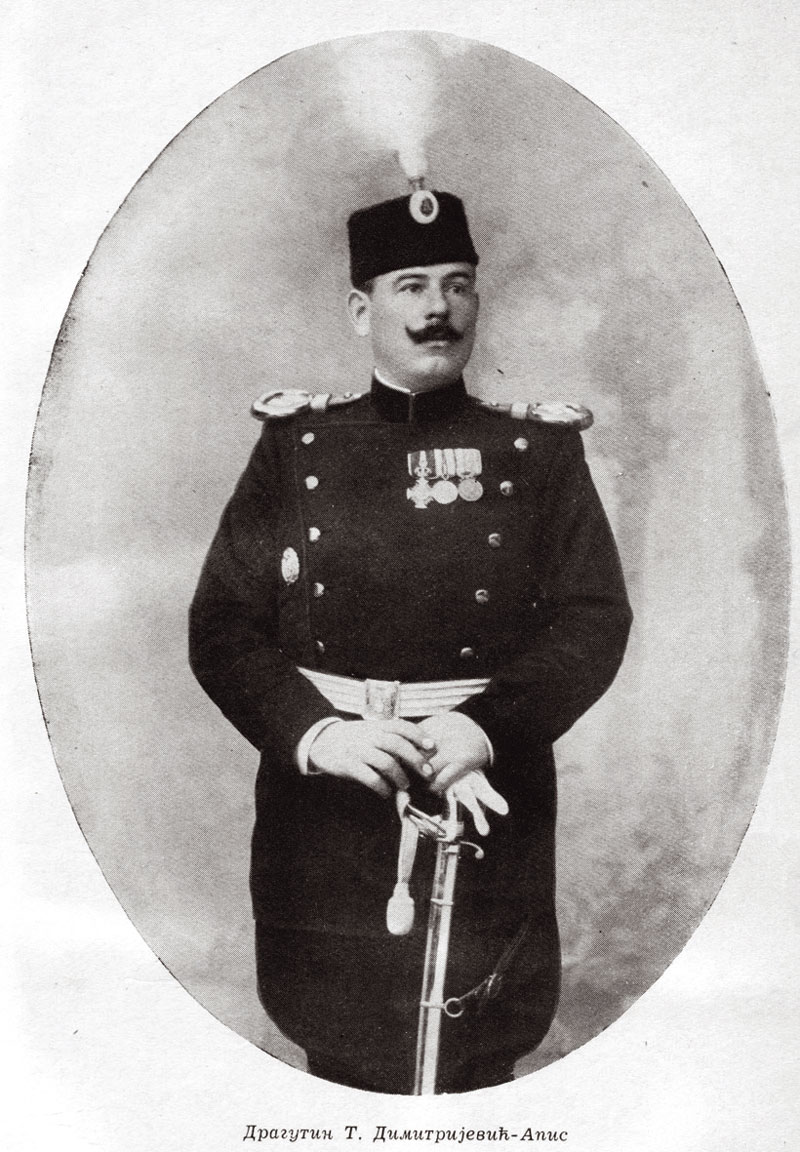
Dragutin Dimitrijević

Dragutin T. Dimitrijević (serbisch-kyrillisch Драгутин Т. Димитријевић; * 5.jul. / 17. August 1876greg. in Belgrad; † 13.jul. / 26. Juni 1917greg. in Saloniki), auch als „Apis“ (Апис) bekannt, war ein serbischer Offizier und führendes Mitglied des nationalistisch-terroristischen Geheimbunds „Schwarze Hand“.

## Leben
Dimitrijević entstammte einer zinzarischen Familie. Wegen seiner korpulenten Statur und großen Energie bekam er während der Schulzeit den Spitznamen Apis. Er wurde 1892 in die Belgrader Militärakademie aufgenommen. 1902 wurde er Hauptmann. Dimitrijević war 1903 maßgeblich am Sturz und der Ermordung des damaligen serbischen Königs Aleksandar Obrenović und der Königin beteiligt.
Von 1906 bis 1907 studierte er das deutsche Militär und die deutsche Sprache in Berlin. 1906 beobachtete er das Kaisermanöver. Nach einer steilen Karriere in der serbischen Armee war er 1911 beteiligt an der Gründung der nationalistischen Organisation „Ujedinjenje ili smrt“ (Vereinigung oder Tod), auch Schwarze Hand genannt. Ziel dieser Organisation war es, gegen Österreich-Ungarn den Zusammenschluss aller Serben in einem Staat vorzubereiten. Er war an der Vorbereitung der beiden Balkankriege 1912 und 1913 beteiligt. 1913 wurde er Chef des serbischen Militärgeheimdienstes, wo er „Apis“ als seinen Codenamen benutzte. 
Dimitrijević war in das Attentat von Sarajevo vom 28. Juni 1914 involviert, bei dem der österreichische Thronfolger Franz Ferdinand und dessen Gattin Sophie erschossen wurden. Dies löste die Julikrise aus und führte unmittelbar darauf zum Ausbruch des Ersten Weltkriegs. Der amtierende serbische Regierungschef Nikola Pašić beschloss daher, sich der führenden Mitglieder der „Schwarzen Hand“, die zu jener Zeit offiziell aufgelöst worden war, zu entledigen. Um die wahren Gründe zu verschleiern, wurden Dimitrijević und einige seiner Mitverschwörer angeklagt, die Ermordung des Prinzregenten Alexander Karadjordjević geplant zu haben.
In dem von den Alliierten besetzten Thessaloniki, wohin die serbischen Truppen wegen des Kriegs nach 1915 ausgewichen waren, kam es zu einem Prozess vor einem serbischen Militärgericht. Wegen Hochverrats verhängte es am 23. Maijul. / 5. Juni 1917greg. die Todesstrafe gegen Apis und weitere acht von elf angeklagten Offizieren. Während die meisten zum Tod Verurteilten von Alexander Karadjordjević begnadigt und nach kurzen Haftstrafen freigelassen wurden, wurden Apis, der Artillerie-Major Velimir Vulović und Wachtmeister Radeta Malobabić am 13. Junijul. / 26. Juni 1917greg. auf dem Mikra-Feld nahe Thessaloniki erschossen. Während der Erschießung soll Apis „Es lebe Großserbien! Es lebe Jugoslawien!“ gerufen haben.

## Nachleben
Die Hingerichteten wurden zunächst auf der Erschießungsstätte vergraben. Heute befindet sich dort der Flughafen der Stadt. Die Gebeine wurden Anfang der 1990er im Zuge von Bauarbeiten bei der Erweiterung des Flughafens zufällig entdeckt und schließlich nach „Zeytinlik“ (türk. Olivenhain), dem serbischen Teil des Soldatenfriedhofs von Thessaloniki, überführt. Dimitrijevićs Überreste werden dort unter der Nummer 5.746 als „N. N.“ geführt.
Das Urteil gegen Dimitrijević gilt als politisch motiviert und ist umstritten. 1953 wurde es vom Obersten Gerichtshof Serbiens revidiert. Alle angeblichen Verschwörer wurden mangels Beweisen freigesprochen (Teilrehabilation), weil ihre Beteiligung am Putschversuch nicht nachgewiesen werden könne. Das geschah allerdings während der kommunistischen Epoche Jugoslawiens, als die Justiz „parteiisch“ sein und den Staat unterstützen musste.
Dimitrijević’s Neffe, der Historiker Milan Živanović, bemühte sich über Jahrzehnte, die volle Rehabilitierung seines Onkels durchzusetzen und hat seine umfangreiche Forschungsarbeit in seiner Dissertation zusammengefasst.